# ورنامخواست
ورنامخواست (بالفارسية: ورنامخواست) هي مدينة تقع في إيران في البلدة المركزية. يقدر عدد سكانها بـ 15,294 نسمة .